# LRT televizija
LRT televizija ist ein litauischer Fernsehsender der halbstaatlichen Rundfunkgesellschaft Lietuvos nacionalinis radijas ir televizija (LRT). Der Sender bietet Informations-, Bildungs-, Kultur- und Unterhaltungssendungen. Vor dem 27. Juli 2012 hieß der Sender LTV.
Am 30. Juni 1957 ging LTV in Schwarz-Weiß auf Sendung. 1975 strahlte der Sender alle Programme in Farbe aus. LTV sendet, wie die meisten Fernsehsender in Litauen, ein 18-Stunden-Programm. Seit dem 27. Juli 2012 bietet LRT televizija auch einen Livestream über das Internet an.
Das Programm besteht folgendermaßen aus:
- 17,5 % Informationssendungen
- 10,9 % Nachrichten und Fernsehmagazine
- 8,4 % Bildungssendungen
- 8,3 % Kindersendungen
- 7,4 % Unterhaltungssendungen
- 4,2 % Musiksendungen
- 3,9 % Sportsendungen
- 2,8 % Kultursendungen
- 0,9 % Religionssendungen
- 0,7 % Sendungen für die ethnischen Minderheiten in Litauen
- 35,3 % Filme und Fernsehserien